# جيفارو نيبوموسينو
جيفارو نيبوموسينو (10 نوفمبر 1992 بويلمستاد في كوراساو - ) هو لاعب كرة قدم هولندي في مركز الهجوم. شارك مع منتخب كوراساو لكرة القدم. أما مع النوادي، فقد لعب مع دين بوستش ونادي بترولول بلويشتي ونادي ماريتيمو وفورتونا سيتارد.

## مسيرته الكروية
لعب جيفارو نيبوموسينو خلال مسيرته الاحترافية مع 7 أندية في ثلاثة عشر موسمًا وسجل خلالها 19 هدفًا ضمن 240 مباراة. ولم يفز بأي موسم بالكأس أو بالدوري.
خاض جيفارو نيبوموسينو مسيرته مع نادي دين بوستش في موسم 2010–11 ولمدة موسمين، مشاركًا في 15 مباراة سجل خلالها هدفًا واحدًا. ثم انتقل إلى نادي فورتونا سيتارد في موسم 2012–13 ولمدة موسمين، حيث شارك في 55 مباراة سجل خلالها 7 أهداف. لينتقل بعدها إلى نادي بترولول بلويشتي في موسم 2014–15 ولمدة موسمين، مشاركًا في 47 مباراة سجل خلالها هدفًا واحدًا. ثم انتقل إلى نادي ماريتيمو في موسم 2015–16 ولمدة موسمين، مشاركًا في 12 مباراة ولم يسجل أي هدف. هذا وانتقل لاحقًا إلى نادي فاماليساو في موسم 2016–17 لمدة موسم واحد، مشاركًا في 13 مباراة ولم يسجل أي هدف أيضًا. ثم انتقل بعدها إلى نادي أولدهام أثلتيك في موسم 2017–18 واستمر معه طيلة ثلاثة مواسم، مشاركًا في 83 مباراة سجل خلالها 9 أهداف. ليعود وينتقل من جديد، لكن هذه المرة إلى نادي تشيسترفيلد في موسم 2019–20 لمدة موسم واحد، مشاركًا في 15 مباراة سجل خلالها هدفًا واحدًا.

## روابط خارجية
- جيفارو نيبوموسينو على موقع قاعدة بيانات كرة القدم.إي يو (الإنجليزية)
- جيفارو نيبوموسينو على موقع ناشيونال فوتبول تيمز (الإنجليزية)
- جيفارو نيبوموسينو على موقع Soccerway.com (الإنجليزية)
- جيفارو نيبوموسينو على موقع عالم كرة القدم.نت (الإنجليزية)
- جيفارو نيبوموسينو على موقع AS.com (الإسبانية)